# Szilveszter Fekete
Dans le nom hongrois Fekete Szilveszter, le nom de famille précède le prénom, mais cet article utilise l’ordre habituel en français Szilveszter Fekete, où le prénom précède le nom.
Szilveszter Fekete (né à Budapest) est un joueur, puis entraîneur hongrois de water-polo.
Joueur au poste de gardien de but, il est capitaine du Orvosegyetem Sport Club avec lequel il remporte, dans les années 1970, six fois le championnat de Hongrie, deux coupes d’Europe des champions et une supercoupe d’Europe.
Il joue pendant sept ans en équipe nationale.
Devenu entraîneur, il travaille en Italie, en Hongrie et en Égypte. Depuis février 2007, il devient l’entraîneur de l’équipe féminine de Grande-Bretagne.